# Marijus Kaukėnas

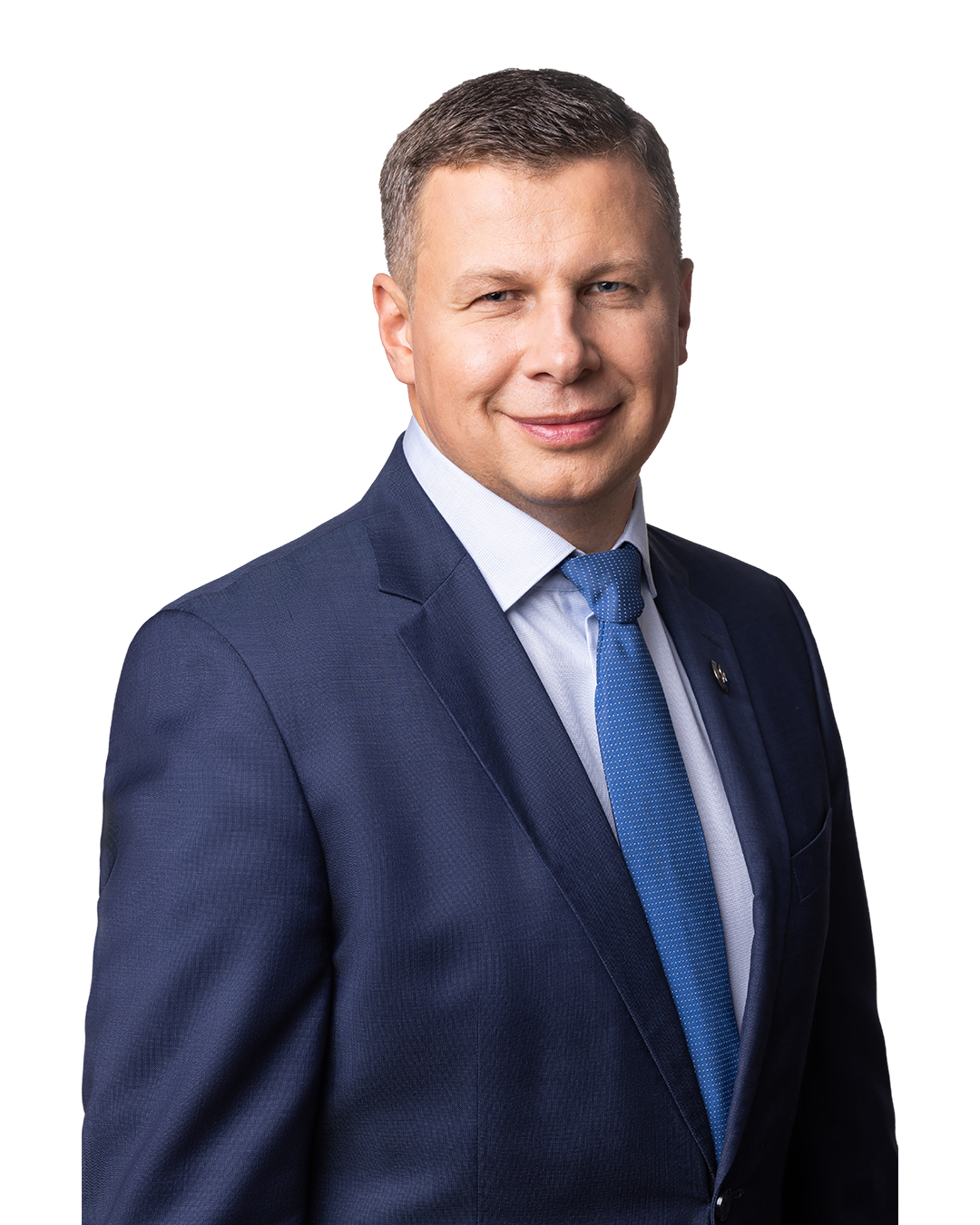
Marijus Kaukėnas

Marijus Kaukėnas (* 22. August 1979 in Utena) ist ein litauischer liberaler Politiker,  Bürgermeister der Rajongemeinde Utena.

## Biografie
Nach dem Abitur 2002 am Gymnasium Utena absolvierte Marijus Kaukėnas von 2002 bis 2006 das Bachelorstudium der Sozialwissenschaften und von 2006 bis 2008 das Masterstudium der Soziologie am Vilniaus pedagoginis institutas sowie  2019 das Masterstudium der EU-Verwaltung an der Mykolo Romerio universitetas in der litauischen Hauptstadt Vilnius.
Von 2009 bis 2013 leitete er eine Abteilung im Staatsunternehmen VĮ „Utenos regiono keliai“ in Utena und von 2013 bis 2016 war Berater des Europaparlament-Mitglieds  Antanas Guoga sowie von 2016 bis 2022 des Europaparlament-Mitglieds Petras Auštrevičius.
Von 2011 bis 2016 und von 2019 bis 2023 war er Ratsmitglied von Utena. Seit 2023 ist er Bürgermeister der Rajongemeinde.
Kaukėnas war Mitglied der LRLS.
Er ist Mitglied von Wählergruppe Politinis komitetas „Kartu už Utenos kraštą“.